# Речкеман Аркадій Ісакович
Аркадій Ісакович Речкеман (нар. 28 лютого 1936, Могилів-Подільський — пом. 9 серпня 2013, Кельн) — український тренер з важкої атлетики.

## Біографія
Народився у місті Могилів-Подільський Вінницької області. Закінчив Львівський державний інститут фізичної культури (1959 р.). Майстер спорту СРСР з важкої атлетики (1961 р.). Заслужений тренер УРСР (1974 р.). Заслужений тренер СРСР (1976 р.). Арбітр міжнародної категорії (1992 р.).
Аркадій Речкеман підготував чималу кількість майстрів спорту та майстрів спорту міжнародного класу з важкої атлетики, у тому числі Олімпійського чемпіона 1976 р. (Монреаль) львів'янина Петра Короля.
Був нагороджений почесною грамотою Президії Верховної Ради УРСР (1976 р.). Останні роки проживав у місті Кьольн (Німеччина) де і похований.